# Robert Rodriguez
Robert Anthony Rodriguez (født 20. juni 1968 i San Antonio, Texas) er en amerikansk filminstruktør. Han er bedst kendt for From Dusk till Dawn, Sin City, som han instruerede sammen med Frank Miller, og Planet Terror samt børnefilmene om Spy Kids.

## Karriere
Da Rodriguez var 12 år, så han Flugtaktion New York af John Carpenter og ønskede herefter at blive filminstruktør.
Rodriguez fik sit internationale gennembrud med den spansksprogede action-film Dræberen i 1992. Han finansierede Dræberen ved at arbejde som forsøgskanin for laboratorieforsøg.
I 2004 forlod Rodriguez DGA (Directors' Guild of America) – filminstruktørernes ‘fagforening’, hvilket har bevirket, at han ikke har kunnet instruere store studieproduktioner, da flere filmselskaber kun anvender personale tilknyttet foreningen.
Rodriguez klipper selv sine film og komponerede selv det musikalske tema til Planet Terror.
Rodriguez anvender ofte urealistiske og overdrevne action-sekvenser i sine film og skulle oprindeligt have instrueret The Mask of Zorro, men filmstudiet mente, at hans version ville blive for voldelig. 

## Privatliv
Rodriguez blev i 2006 skilt fra Elizabeth Avellán efter 18 års ægteskab. Parret har fem børn.
Rodriguez er fætter til skuespilleren Danny Trejo, som medvirker i stort set alle Rodriguez-film.
Rodriguez er gode venner med instruktøren Quentin Tarantino, og de to har arbejdet sammen flere gange, bl.a. i Sin City og b-filmsprojektet Grindhouse fra 2007. Rodriguez instruerede ukrediteret flere af de scener i Pulp Fiction, hvor Quentin Tarantino selv spiller med.

## Filmografi

### Instruktion
- Dræberen - El mariachi (1992)
- Desperado (1995)
- Four Rooms (1995), segmentet "The Misbehavers"
- From Dusk till Dawn (1996)
- The Faculty (1998)
- Spy Kids (2001)
- Spy Kids 2: Island of Lost Dreams (2002)
- Spy Kids 3-D: Game Over (2003)
- Once Upon a Time in Mexico (2003)
- Sin City (2005, med Frank Miller og Quentin Tarantino)
- Planet Terror (2007)
- Shorts (2009)
- Machete (2010)
- Spy Kids: All the Time in the World in 4D (2011)
- Machete Kills (2013)
- Sin City: A Dame to Kill For (2014, med Frank Miller)
- Alita: Battle Angel (2019)
- Red 11 (2019)
- We Can Be Heroes (2020)